# Toma de Guadalajara (1810)
La toma de Guadalajara de 1810 fue una acción militar de la Guerra de Independencia de México, efectuada entre el 10 de noviembre al 26 de noviembre de 1810, en la ciudad de Guadalajara, Jalisco. Los insurgentes comandados por el general José Antonio Torres lograron derrotar a las fuerzas realistas del coronel Manuel del Río.

## Antecedentes
El 10 de noviembre "El Amo Hidalgo " avanzó con todas sus tropas sobre la actual capital del estado de Jalisco, la situación realista en la ciudad era de completo desconcierto, el gobernador Roque Abarca se había retirado a la población de San Pedro Tesistán, dejando el poder y comandancia en manos del ayuntamiento.

## Toma
Las fuerzas realistas huyeron con dirección a Tepic y San Blas, por lo que ya sin tropas con que enfrentar al Ejército Insurgente, el Ayuntamiento no tuvo otra opción que capitular el área. Pactadas las condiciones de la rendición de la plaza, el 11 de noviembre entraron las fuerzas insurgentes. La tarde del mismo día, José Antonio Torres rindió parte a Ignacio Allende, quien era teniente general de los ejércitos americanos, de la toma de Guadalajara, y de la de Colima que había tomado su hijo mayor sin resistencia.